# Kansei Nakano
Pour les articles homonymes, voir Nakano (homonymie).
Kansei Nakano (中野 寛成, Nakano Kansei, né le 26 novembre 1940) est un homme politique japonais. Membre du Parti démocrate du Japon, il a été vice-président de  la chambre des représentantse à la diète du Japon.

## Biographie
Nakano naît en 1940 à Nagasaki. À quatre ans, il survit au bombardement atomique de Nagasaki. En 1963, il est diplômé du département de droit de l'université du Kansai.
Pendant ses études universitaires, en 1960, il rejoint le Parti démocrate socialiste. Après avoir été élu trois fois au conseil municipal de Toyonaka, il est élu à la Diète en 1976.
En 1994, Nakano rejoint le Shinshintō et est président de la Commission d’enquête sur la police. Après l'effondrement de son parti, Nakano forme le Nouveau Parti de la fraternité, qui, finalement, fusionnera avec d'autres partis de gauche pour former le Parti démocrate du Japon. En 2002, il est secrétaire général du PDJ. Il représente la huitième circonscription de la préfecture d'Osaka jusqu'en 2012, date à laquelle il perd face au candidat de l'Association pour la restauration du Japon, Tomohiko Kinoshita (ja).
Lors du grand séisme de Tohoku et de la catastrophe nucléaire de Fukushima en 2011, Nakano est président de la Commission nationale de sécurité publique.